# Os Elefantes
Os Elefantes (em castelhano:  Los Elefantes) é uma pintura de 1948 do artista surrealista espanhol Salvador Dalí.

## Informações
O elefante é um tema recorrente nas obras de Dalí, aparecendo pela primeira vez em seu trabalho de 1944 Sonho Causado pelo Voo de uma Abelha em Torno de uma Romã um Segundo Antes do Despertar, e também em A Tentação de Santo Antônio e Cisnes Refletindo Elefantes. Os Elefantes se diferencia das outras pinturas pelo fato de os animais serem o foco principal do trabalho, com um fundo graduado estéril e falta de outro conteúdo, onde a maioria das pinturas de Dalí contém muitos detalhes e pontos de interesse (por exemplo, Cisnes Refletindo Elefantes que é um pouco mais conhecido no repertório de Dalí do que Os Elefantes). O elefante com pernas de cegonha é um dos ícones mais conhecidos da obra de Dalí.

## Simbolismo
Existem várias representações culturais de elefantes, onde são frequentemente vistos como símbolos de força, domínio e poder devido ao seu volume e peso. Dalí contrasta essas associações típicas, dando aos elefantes pernas longas, finas, quase como aracnídeos, uma vez descritas como "pernas de desejo multiarticuladas, quase invisíveis". Dalí melhora a aparência de força e peso ao representar os elefantes carregando obeliscos maciços em suas costas, no entanto, em uma inspeção próxima pode-se ver que estes pesos estão flutuando. Acredita-se que os obeliscos nas costas dos elefantes foram inspirados na base da escultura de Gian Lorenzo Bernini em Roma de um elefante carregando um antigo obelisco, e foi mencionado em várias comunicações do artista, portanto pode ser considerado um confiável alegar.
Os Elefantes é um bom exemplo de uma obra surrealista, criando uma sensação de realidade fantasma. "O elefante é uma distorção no espaço", um crítico  explica, "suas pernas finas contrastando a ideia de ausência de peso com estrutura"; "peso e espaço contrastantes".